# Aurum Solis
Selon ses propres publications, l'Ordo Aurum Solis ("Or du Soleil") est un ordre initiatique fondé en 1897 en Angleterre par George Stanton et Charles Kingold, membres d'une société dénommée Societas Rotae Fulgentis ("Société de la Roue Ardente"). L'Aurum Solis se réclame de la Tradition Ogdoadique, un courant philosophique et initiatique spécifique au sein de la Tradition Ésotérique Occidentale (Western Mystery Tradition), qui remonterait à l'Antiquité et dont les emblèmes fondamentaux sont l'Étoile à Huit Rayons de la Régénération et la Structure Quintuple de la Maison du Sacrifice. Toujours selon les écrits publiés de l'Aurum Solis, des sociétés telles les Chevaliers Templiers, les Fideli d'Amore et l'Ordre du Heaume ont fait partie de la Tradition Ogdoadique. À la différence de l'Ordre hermétique de l'Aube dorée (Golden Dawn), qui a très tôt fait parler de lui, l'Aurum Solis est resté totalement inconnu du grand public jusque dans les années 1970, époque à laquelle Vivian Godfrey et Leon Barcynski, deux adeptes de l'Aurum Solis mieux connus sous leurs noms de plume Melita Denning et Osborne Phillips, ont publié la "Magical Philosophy", une œuvre monumentale en cinq volumes détaillant les éléments fondamentaux de théorie et de pratique de l'Ordre.
Aucune trace de l'existence d'une Tradition dénommée "ogdoadique" n'est trouvée dans l'histoire de l'ésotérisme occidental avant la publication du premier volume de la "Magical Philosophy". Le système de l'Aurum Solis présente en outre des parallèles frappants avec celui de l'Aube Dorée; il comporte la même combinaison de Qabbale et de Magie énochienne, de même que des équivalents exacts de chacune des pratiques magiques fondamentales de l'Aube Dorée. Pour ces raisons, certains ont suggéré que l'Aurum Solis avait été inventé de toutes pièces en 1971, lors de sa prétendue reconstitution. Toutefois, la structure initiatique de l'Aurum Solis est philosophiquement et spirituellement distincte de celle de l'Aube Dorée et, quoique l'Aurum Solis intègre dans ses enseignements bon nombre d'éléments fondamentaux de l'ésotérisme occidental (Qabbale hermétique, magie énochienne, astrologie, alchimie, tarot …), sa façon d'y procéder est sensiblement différente de celle d'autres groupes ésotériques, ce qui donne à ses enseignements une coloration propre.

## Points saillants de l'histoire de l'Aurum Solis
- 1897 : L'Aurum Solis est formellement constitué en Angleterre par George Stanton et Charles Kingold. Stanton en est le premier Grand Maître jusqu'à la Première Guerre Mondiale, période durant laquelle l'Ordre interrompt ses activités. Peu après la fin de la guerre, l'Ordre est réveillé et fleurit. Durant la Seconde Guerre Mondiale, l'Ordre interrompt à nouveau ses activités, pour les reprendre peu après la fin de la guerre.
- 1957 : certains membres se séparent de l'Aurum Solis pour constituer un Ordre indépendant, l'Ordo Sacri Verbi ("Ordre du Verbe Sacré").
- En 1971, sous la Grande Maîtrise de Leon Barcynski, l'Ordre du Verbe Sacré réintègre l'Aurum Solis.
- Dans les années 1970, Vivian Gofdrey et Leon Barcynski commencent la rédaction et la publication de la "Magical Philosophy", sous leurs noms de plume "Melita Denning et Osborne Phillips".
- 1976 : Vivian Godfrey devient Grand Maître de l'Aurum Solis. Outre un bref hiatus en 1987-88, elle le restera jusqu'à son décès en 1997.
- 1997 : Leon Barcynski devient Grand Maître de l'Aurum Solis.
- 2002 : les Maisons nord-américaines de l'Aurum Solis se voient conférer une Charte d'Autonomie, les autorisant à poursuivre l'œuvre de la Tradition Ogdoadique de manière indépendante[3]. L'une d'entre elles se constitue bientôt en un ordre indépendant, l'Ordo Astrum Sophiae ("Astre de la Sagesse"), qui existe toujours à ce jour et est actif en Amérique du Nord, en Amérique du Sud et en Europe.
- 2003 : Julianus devient Grand Maître de l'Aurum Solis.
- 2010 : Le site de l'Aurum Solis annonce la création de l'Ecclesia Ogdoadica, une branche publique de l'Aurum Solis "dont l’objet est de maintenir et de transmettre les aspects religieux et traditionnels de la religion hermétiste".
- 2017 : l'Aurum Solis fête ses 120 ans d'existence (création en 1897).

## Structure de l'Aurum Solis
Les groupes locaux de l'Aurum Solis se nomment des "Maisons".
La structure initiatique fondamentale de l'Aurum Solis se compose de trois degrés, nommés "Demeures" :
1. Neophytos, ou "Apprenti du Grand Œuvre"
2. Servitor, ou "Serviteur de la Flamme Secrète"
3. Adeptus minor, ou "Prêtre de la Gnose"

La progression et l'enchainement de ces trois degrés sont censés se conformer au développement naturel de la psyché, lequel développement au sein des enseignements de l'Aurum Solis est symbolisé et activé par le schéma de la Maison du Sacrifice. Cette structure initiatique présente des correspondances nombreuses avec la Qabbale et l'alchimie. On notera en outre que la Troisième Demeure (l'Adeptat) n'est pas pleinement réalisée par l'initiation, mais bien par les efforts spirituels ultérieurs de l'adepte. Le Rite de Ratification, par lequel l'Adeptus minor ("adepte mineur") devient Adeptus Plenus ("Adepte complet"), sanctionne ces efforts personnels de l'Adepte, et lui permet d'aborder certains aspects majeurs de la Tradition. En soi-même, ce rite ne constitue donc pas tant une initiation à un "quatrième degré" qu'une reconnaissance occulte de l'accomplissement du troisième.
D'un point de vue pratique, chacun de ces trois degrés est centré sur un aspect de la Tradition : 
- La Première Demeure est essentiellement kabbalistique, ancrée dans l'ésotérisme judéo-chrétien
- La Deuxième Demeure se fonde sur l'hermétisme tel qu'il fut transmis par les initiés grecs de la Renaissance
- La Troisième Demeure débute par le système égyptien issu de la fin de la période égyptienne, et se poursuit dans d'autres études telles que l'énochien.